# Фердинанд Евгений Вюртембергский
Фердинанд Евгений Вюртембергский (нем. Ferdinand Eugen Albrecht Maria Joseph Ivan Rilsky Philipp August Clemens Karl Robert Ludwig Boris Cyrill Franz de Paula von Württemberg; 3 апреля 1925, Покой — 3 ноября 2020, Фридрихсхафен) — представитель Вюртембергской династии. Старший сын Альбрехта Евгения Вюртембергского и его супруги Надежды Болгарской. Среди мужских членов династии являлся самым долгоживущим. 

## Биография
Фердинанд родился 3 апреля 1925 года. Он был крещён был в католицизме в Бреслау кардиналом Адольфом Бертрамом , последним принцем-епископом Бреслау.
Большую часть своего детства он провёл в Карлсруэ и замке Линдах, вместе со своими братьми и сёстрами. Он учился в начальной школе в Санкт-Галлене, затем в средних школах в Эттале и Мюнхене. Во время Второй мировой войны не был призван в немецкую армию по политическим мотивам. В 1944 году получил аттестат зрелости и работал на принудительных работах в лесу 4 месяца. В 1946 году он окончил среднюю школу. После этого он поступил в Фрайбургский университет, где изучал лесное хозяйство. Фердинанд окончил университет в 1951 году.
В 1990 году герцог Фердинанд принял председательство в Carlsruher Heimatkreis. Он был председателем до 1994 года, затем почетным председателем ассоциации.
18 ноября 2016 года ему стало вручили польский орден «За заслуги» президентом Польши в Генеральном консульстве в Мюнхене.
Фердинанд работал лесным инспектором. Оставшуюся часть жизни он прожил в Фридрихсхафене. Он не был женат и детей не имел.
Скончался 3 ноября 2020 года в возрасте 95 лет. Он был похоронен недалеко от замка Альтсхаузен.
В марте 2022 году его поместье в Мюнхене было выставлено на продажу. В октябре того же года Государственный архив Баден-Вюртемберга приобрел обширную коллекцию планов замка Карлсруэ.